# Irena Lichnerowicz
Irena Maria Lichnerowicz (nascida em 16 de maio de 1974, Brodnica) é uma diplomata polaca,  embaixadora da Polónia no Chipre (2018–2023).

## Vida
Irena Lichnerowicz formou-se em estudos ingleses na Universidade Nicolaus Copernicus em Toruń. Ela também estudou na Université d'Angers (Lettres et Sciences Humaines) e fez o seu mestrado na University of Bath do programa European Studies-Euromasters.
Em 1999 iniciou a sua carreira na Chancelaria do Presidente da República da Polónia, inicialmente como perita no Gabinete dos Negócios Estrangeiros e depois como perita sénior na Divisão do Protocolo Presidencial. Em 2005 iniciou a sua carreira diplomática no Ministério das Relações Externas. De dezembro de 2014 a 2018, ela foi directora da Divisão de Protocolo. Ela foi responsável pela organização e coordenação de eventos como a Cimeira da NATO em Varsóvia em 2016 e as Jornadas Mundiais da Juventude em 2016. Em 5 de setembro, ela tornou-se embaixadora no Chipre. Ela apresentou as suas credenciais em 14 de novembro de 2018.
Além do polaco, ela fala inglês, francês, italiano e, até certo ponto, alemão e russo. Ela é casada e tem uma filha.

## Honras
- Cruz de Mérito de Prata (Polónia, 2012)[5]
- Cruz de Oficial da Ordem de Leopoldo II (Bélgica, 2004)[3]
- Cruz de Mérito com Fita da Ordem de Mérito (Alemanha, 2005)[3]
- Comandante da Ordem do Leão da Finlândia (2015)[3]
- Grande Oficial da Ordem da Coroa (Bélgica 2015)[3]
- Comandante da Ordem do Mérito da República da Itália (2014)[6]
- Cruz do Comandante da Real Ordem de Mérito da Noruega (2016)[7]